# Merga unguliformis
Merga unguliformis is een hydroïdpoliep uit de familie Pandeidae. De poliep komt uit het geslacht Merga. Merga unguliformis werd in 2009 voor het eerst wetenschappelijk beschreven door Xu, Huang & Lin. 